# Lawsonia
Lawsonia es un género con ocho especies de plantas de flores de la familia Lythraceae. El género lleva el nombre de Isaac Lawson, amigo de C. Linneo.

## Especies seleccionadas
- Lawsonia achronychia
- Lawsonia alba
- Lawsonia coccinea
- Lawsonia inermis

## Sinónimo
- Rotantha